# مرکزآباده شناسی
مرکز آباده شناسی مربوط به اواخر دوره قاجار است و در آباده، خیابان امام خمینی، بشت عمارت کلاه فرنگی واقع شده و این اثر در تاریخ ۱۱ شهریور ۱۳۸۲ با شمارهٔ ثبت ۹۸۱۳ به‌عنوان یکی از آثار ملی ایران به ثبت رسیده است.